# Medios sociales móviles
Los medios sociales móviles responden a la nueva tendencia del mundo tecnológico de hoy, la convergencia tecnológica todo en mismo aparato, el cual ya no para un solo uso definido, es algo más que posee distintas capacidades y aplicaciones respondiendo principalmente a las necesidades y hábitos del usuario. 
Hace tiempo que los usuarios saben lo que quieren, y lo exigen de manera que el mercado les ofrece la capacidad de comunicación y relación casi ilimitada, respondiendo a la principal premisa de los medios sociales poder crear uno mismo los contenidos, esta vez desde cualquier lugar de cualquier forma, ya sea sobre vehículo en movimiento, de vacaciones, en el colegio, los medios sociales móviles responden favorecen la creación de contenidos IN SITU, y favorecen un sin número de operaciones entre las organizaciones haciéndolas más eficientes, dinámicas y pro activas a las respuestas según las necesidades que se deseen cubrir. 
Un medio social móvil no es en si un teléfono inteligente, sino más bien los son la Web 2.0 (o la 3.0), ahora bien la capacidad de poder acceder a esta desde cualquier lugar gracias a la tecnología de un teléfono inteligente o de una tableta es que lo hace móvil, entregándole ventajas evidentes como la movilidad, potenciar la usabilidad, sumar contenidos In Situ, ser muy pro activo, instanteniedad de los contenidos: fotos y vídeos que antes debíamos llegar a nuestro hogar a traspasar de la cámara al PC y de ahí subirlos, hoy se suben al momento de sacarlos en el lugar, esto nos permite medir de inmediato las respuestas de los contenidos subidos. En consecuencia las capacidades de los Medios sociales móviles van en directa relación de la entrega y generación de contenidos desde cualquier lugar, y la posibilidad de la medición estos mismos contenidos en forma instantánea.
En la educación por favorecen y complementan contenidos entre estudiantes y profesores, a través de los Microblogging se generan diálogos cortos y más efectivos que favorecen el aprendizaje.
La industria del retail es que la que más ha sabido responder a los medios sociales móviles, tanto en el ámbito organizacional como en la creación de campañas, complementando anuncios y potenciando la capacidad de estar todo el día conectado, por parte del usuario.
- Datos: Q16606011